# Вавилонская экономика

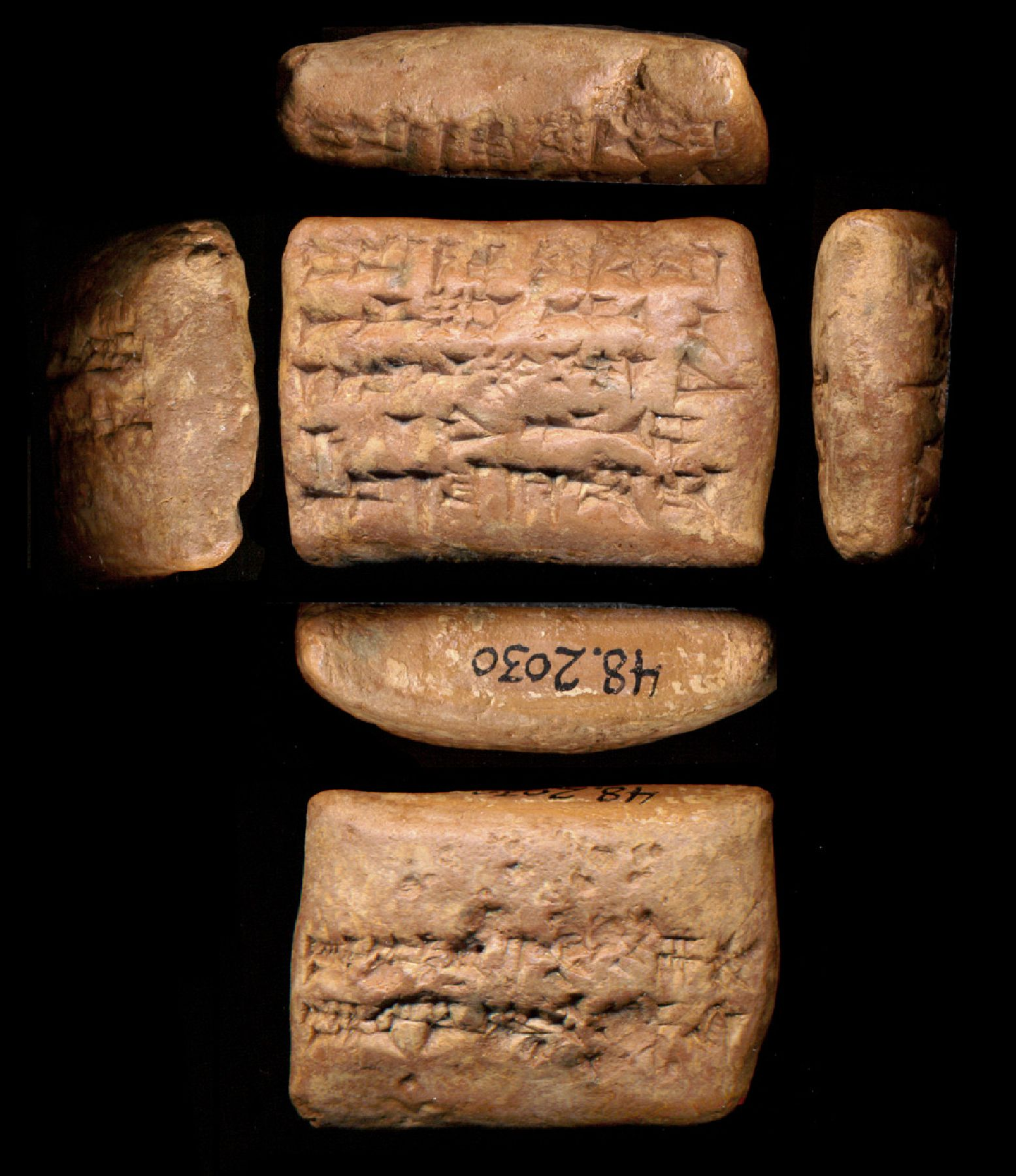
Глиняная табличка из экономических архивов храма божества Ану в городе Урук. Сегодня хранится в художественном музее Уолтерса

Вавилонская экономика базировалась на сельском хозяйстве и торговле. Расположение царства способствовало развитию ряда отраслей экономики. Так, будучи посредником в торговле между государствами к северу и югу от Месопотамии, держава активно торговала с соседями. Благодаря почве региона и хорошо организованной сети ирригационных каналов было развито земледелие. Восстановить картину хозяйственной жизни Вавилонии позволяют древние документы, в числе которых и свод законов Хаммурапи.

## Природные ресурсы
В Вавилонии не было камня, металлов, древесины. Это сырьё вавилоняне приобретали с помощью торговли или завоевательных походов в соседние государства. Так, чтобы получить доступ к лесу и камню, правители устраивали экспедиции на Синайский и Аравийский полуострова, в Ливан. Недра страны были богаты нефтью. Это было известно её жителям — они пользовались нефтью для заправки светильников, а асфальтом и битумом — при кладке кирпича.
Камень потерял значение одного из основных материалов для производства орудий труда. Но из камня продолжали изготовляться идолы, царские статуи, стелы с дорогими надписями. Его использовали в строительстве. Применялись алебастр, известняк, базальт, драгоценные и полудрагоценные породы.
Дерево было редким и дорогим. Древесина финиковых пальм, тамарисков, сикомор шла на бытовые поделки. Для изготовления более ценных вещей использовалась привозная древесина кедра, дуба, бука.

## Сельское хозяйство
Пойменная почва Месопотамии, удобряемая и орошаемая водами Тигра и Евфрата, способствовала развитию земледелия. Вспашка производилась с помощью тяжёлого плуга, в которого впрягали быков. На распространение рабского труда указывает тот факт, что в плуг иногда впрягали людей.
Развитие земледелия определялась искусственным орошением. Царь Хаммурапи уделял большое внимание ирригации. По его приказу был построен канал Нар-Хаммурапи — «богатство народа, приносящее изобилие воды Шумеру и Аккаду». Поддержание в порядке всей оросительной системы было обязанностью государства, каждый участок в отдельности содержали в порядке общины. В многочисленных письмах царь возлагал материальную ответственность на чиновников за орошение земель.
Для начала работы в поле вавилоняне орошали его. Затем пригоняли быков, топтавших землю. После этого поле боронили и рыхлили. Все комки разбивались молотками. Эта работала требовала тяжелого труда и большого количества работников. Она длилась десять дней и выполнялась как днём, так и ночью. Сев происходил при помощи плуга-сеялки, рядом с которым шёл человек с мешком ячменя, кидавший через определённые промежутки времени. Когда ячмень начинал прорастать, крестьянин обязался помолиться богине сельскохозяйственных вредителей и принимал меры по разгону птиц. Далее он должен был полить всходы три раза на строго определённых стадиях. Крестьянин мог полить их в четвёртый раз в случае, когда опасность грибкового заболевания миновала.
Важное значение в хозяйстве царства имело разведение скота. Луга и степи региона были прекрасными пастбищами, где паслись стада. Государственная власть охраняла интересы богатых скотоводов. Значительная часть скота была сосредоточена в руках нескольких богачей, отдававших его внаём простым вавилонянам. Наниматель скота был ответственным за нанятых им животных и обязывался возмещать их хозяину убытки в случае причинения им ущерба, например, повреждения рогов или глаз. Пастухи также несли ответственность за изменения клейма или продажу украденного животного.

## Торговля
Географическое положение Вавилонии способствовало значительному развитию торговли. Так как Вавилонское царство было аграрным государством, из него вывозили продукты сельского хозяйства. В 104-й и 237-й статьях кодекса Хаммурапи среди таких товаров указываются хлеб, масло и финики.
Крупнейшими торговыми центрами царства были Вавилон и Сиппар. Так как Сиппар был центром шерстоткацкого производства, отсюда вывозились шерстяные ткани. Из Вавилонии в Элам вывозились финики, масло и зерно, а завозились медь и серебро. Также велась оживлённая торговля с Ассирией, где закупались свинец и прочие металлы. Находки вавилонских цилиндрических печатей в развалинах Библа и на Крите позволяют предположить, что вавилоняне торговали с финикийцами. Особым видом торговли была продажа рабов, привезённых из горного региона. Согласно одной из надписей, торговец должен был получить масло за то, чтобы он привёз невольников.
Помимо внешней, была широко распространена внутренняя торговля. Такие товары, как дерево, кирпич и металлы, перевозились по рекам и каналам. Наряду с Вавилоном и Сиппаром, в этой торговле участвовали Ниппур и Ларса.
Крупная торговля была сосредоточена в руках государства и богачей «тамкаров». «Тамкары» вели торговлю по поручению царя, контролировавшего, в первую очередь, внешнюю торговлю. Деятельностью «тамкаров» руководили чиновники «вакиль тамкары».
Торговые сделки на сельскохозяйственные продукты совершались на специальных рынках. Стоимость различных продуктов зависела от общих хозяйственных условий и времени года. При Сингашиде серебро стоило в 600 раз дороже меди и в 720 раз дороже шерсти. При царе Хаммурапи Вавилония вела войны с соседями, что не могло не сказаться на общем положении хозяйства страны. В этот период шерсть и зерно стоили вдвое дороже, чем во время правления Сингашида.

## Ремёсла
В отличие от земледелия, ремесленный труд не пользовался уважением. Отрицательное отношение к ремесленникам вызывало то, что их ряды регулярно пополнялись пленными и рабами. Рабы-ремесленники ценились выше, чем не имевшие специальности, так как позволяли хозяевам обогащаться. Такие рабы должны были выплачивать владельцам дань и часть дохода.
Дошедшие до нас документы об обучении ремёслам заключались в главных производственных центрах государства — Вавилоне и Сиппаре. Но и в этих городах не было крупных ремесленных предприятий.
Керамические изделия, часто имевшие зеленоватый оттенок из-за чрезмерного обжига, производились специалистами-гончарами. Для обжига глины применялись двухъярусные печи, где поддерживалась температура не ниже 1200°С. Многообразие узоров и форм указывает на значительное развитие керамики.
В древней Месопотамии было также распространено ремесло стекольщика. Известны несколько клинописных текстов, в которых даются инструкции по изготовлению стекла. Самый ранний текст датируется 1700-м годом до нашей эры, хотя традиции создания стекла и глазури существовали задолго до того. Вавилонские технологи изготавливали глазурированные сосуды различных типов и цветов с помощью добавления ингредиентов. Получив стекло, стекольщики должны были размягчить прутья и обвить ими сердечник. Затем поверхность сосуда подвергалась тепловой обработке.
Вавилонская медицина сильно зависела от религии. Каждый лекарь принадлежал к определённой группе жрецов и проживал в храме. В случае надобности больные обращались в храм, направлявший к врачам требуемой специализации. Существовали два основных направления врачевания — «заклинающие» и практикующие врачи. Врачи несли ответственность за неблагоприятные результаты лечения. Так, статьи 215—225 кодекса Хаммурапи касаются правовой стороны врачевания. В статьях 218 и 219 указаны основания для наказания врачей. Возможно, именно угрозой применения суровых мер в отношении лекарей можно объяснить то, что их число было значительно меньше тех, кто при лечении полностью полагался на заклинания.
Найдено множество записей, в которых подробно описываются симптомы различных болезней. Например, насморк, кровотечение из носа, лихорадка. Уже во времена Хаммурапи медицина подразделялась на несколько отраслей: хирургию, лечение глаз и т. д. Помимо лекарств в борьбе с болезнями использовались притирания, массаж, промывания. Слово «врач» буквально значило[на каком языке?] «знающий воду», что связано с частым употреблением в вавилонском культе воды и масла.

## Рабство
Предполагается, что рабство как институт впервые появилось в Месопотамии в конце IV тысячелетия до нашей эры. Первыми рабами были военнопленные. Многие из них выполняли такие работы, как строительство каналов, дорог, возведение зданий. Рабы передавались по наследству.
Рабство было частью экономической и социальной системы древней Вавилонии, в которую входили три сословия — общинники (в законах представитель этого класса именуется «человек» — авилум аккад. awīlum), царские люди (мушкенум — аккад. muškēnum) и рабы (вардум — аккад. wardum). Его регулировали законы Хаммурапи. Свободный человек мог быть продан в рабство в случае, если он не мог выплатить долг. В дальнейшем члены его семьи могли быть отправлены работать в дом кредитора в качестве рабов; максимальный срок составлял три года.
Хотя вавилоняне относились к рабам как к товару, те были наделены определёнными правами. Так, раб мог жениться на свободной женщине, владеть имуществом, а иногда и приобрести свободу за деньги.
Во 2-м тысячелетии до н. э. некоторые люди, неспособные прокормить своих детей, оставляли их в корзинах на городских стенах или близ рек, так что любой мог подобрать их и сделать рабами.
Из-за увеличения числа невольников и частых побегов, за ними следили органы царской власти. Есть предположение, что особые учреждения занимались регистрацией права вавилонян на рабов. Для защиты интересов рабовладельцев невольников клеймили: цирюльник, являвшийся профессиональным клеймовщиком рабов, делал им отметки на выбритой голове.
В 1-м тысячелетии до н. э. структура вавилонского общества значительно усложнилась. Богатые вавилоняне владели сравнительно большим количеством рабов, нежели в предыдущие периоды. Число принадлежавших им невольников могло достигать сотни, нередко представители среднего класса имели до пяти рабов.
В Нововавилонский период некоторые рабы владели землёй, в том числе и крупными полями. В записях на глиняных табличках говорится о том, что они выращивали ячмень, кунжут, пшеницу, лён, горчицу. Всё это им позволялось в случае выплаты хозяину определённой суммы.
Однако с развитием экономики прежний институт домашнего рабства начал отмирать. Увеличилось число «частных» рабов, отличавшихся от царских и дворцовых. Особым было положение рабов храмовых. Они были потомственными невольниками и оставались таковыми даже в случае, если мать не была рабыней.

## Финансы

### Налогообложение
Население царства должно было выплачивать ряд налогов, в том числе с финиковых садов, полей кунжута и рыбацких общин. Также взимались подати серебром и натурой. Всё это, попадая в царскую сокровищницу, составляло царское имущество, которое, как и храмовое, особо охранялось законом.
После смерти царя Хаммурапи страна начала приходить в упадок. На юге царь Исина основал собственное государство и начал борьбу с Вавилонией. С востока к ней приближались горные племена касситов. Завоеватели подчинили себе Шумер и Вавилон. О положении царства во времена господства касситов повествуют надписи на межевых камнях («кудурру»). Обычно это были указы царя о передаче участка земли какому-либо лицу. Раздав землю своим вельможам, касситы желали укрепить аристократическое землевладение. Поэтому в надписях «кудурру» часто сообщалось о том, что тот или иной земельный участок освобождался от повинностей и натуральных податей в пользу царя.
Касситы правили в Месопотамии пять сотен лет. Завоеватели переняли вавилонскую культуру, веру, письменность и язык. Касситские правители называли себя «любимцами Мардука» и принимали меры для усиления шумерских и вавилонских жрецов. Они поручали Ниппурскому храму собирать подати зерном, финиками, маслом, скотом. При этом земли, принадлежавшие храмам (таким, как храм Мардука), освобождались от выплаты налогов.

### Банковское дело
В VI веке до нашей эры, после завоевательных походов Навуходоносора II, в Нововавилонском царстве стали появляться первые банки. С того времени финансовыми операциями стали заниматься не только храмы, но и частные лица. Для вавилонской экономики этого периода характерно господство крупных торговых домов.
Деловым домам Вавилонии были известны векселя и залоговые документы. Ссудные договоры записывались на глиняных табличках. Если заёмщик имел хорошее положение, то он возвращал определённое количество серебра с маржей от 20 до 30 % годовых. Менее состоятельные заёмщики были вынуждены проставлять под залог участок земли или раба. Залог оставался в собственности банка в случае невозвращения кредита.
Одним из известнейших был деловой дом сыновей Эгиби. Вопреки предположениям некоторых исследователей, его основатель был вавилонянином, а не евреем. История банка началась с разорения богача Набу-аплу-иддина. Он обратился к ростовщикам, согласившимся давать ему взаймы в течение 15 лет. В 561 году до нашей эры богач объявил себя банкротом, после чего его имущество приобрёл Набу-аххе-иддин, рассчитавшийся с кредиторами. С теми, кто взял имущество в залог, он расплатился полностью, а тем, у кого были лишь долговые обязательства, он либо выплатил половину, либо не стал платить вовсе. В результате он настолько разбогател, что открыл банк Эгиби. Торговый дом просуществовал несколько столетий, до конца периода персидского господства. Его архив содержит тысячи глиняных табличек, из которых можно узнать о деятельности этого дома, в числе которых купля-продажа рабов, земель, множество ростовщических операций. Согласно А. А. Мартиросян, важнейшей функцией банка Эгиби были выдача ссуд, хранение вкладов и торговый кредит. Благодаря одному из текстов можно выяснить, что банку принадлежали десятки зданий и сотни невольников.
Другой крупный банк Вавилонии появился[когда?] в Ниппуре. Им был дом сыновей Мурашу. Наряду с домом сыновей Эгиби, эта организация могла держать в своих руках немалую долю торговых оборотов и оказывать влияния на хозяйственную жизнь государства. Представители этого дома вели хозяйство в богатых персидских поместьях. Согласно документам, «Сыновья Мурашу» разделили своё имущество, среди которого были 3 строительных участка и 96 рабов. Другие вавилонские банки владели не меньшими богатствами. Торговый дом Мурашу прекратил существование в 417 году до н. э. из-за действий персидской власти.
Банковское дело в Вавилонии было тесно связано с земледелием, торговлей и рабовладением. Хозяева вавилонских торговых домов не были профессиональными банкирами, в то время в царстве не было термина для обозначения этой деятельности. В Новой Вавилонии банковское дело ещё не успело выделиться в отдельную профессию. Для таких династий, как Эгиби, она была лишь одним из дополнительных способов обогащения. По уровню развития кредитных операций с Вавилонией могли сравниться лишь Египет и некоторые финикийские города. Древняя Греция и Рим достигли его гораздо позже. Но при этом не следует переоценивать вавилонское денежное обращение, так как общественные отношения страны сохраняли специфику хозяйства государств Древнего мира.

### На русском языке
- Авдиев, Всеволод Игоревич. История Древнего Востока. — Ленинград: Госполитиздат, 1953.
- Тураев, Борис Александрович. История Древнего Востока / под редакцией В. В. Струве и И. П. Снегирева. — Ленинград, 1935. — Т. 1.
- Белявский, Виталий Александрович. Глава 5. Вавилонские умельцы и дельцы // Вавилон легендарный и Вавилон исторический. — Москва: Мысль, 1971.
- Гуляев, Валерий Иванович. Шумер. Вавилон. Ассирия: 5000 лет истории. — СПб.: Алетейя, 2004. — 440 с. — (Сокровенная история цивилизаций). — 1000 экз. — ISBN 5-89321-112-X;.
- Дандамаев, Мухаммад Абдулкадырович. Рабство в Вавилонии: VII-IV вв. до н.э.(626-331 гг.). — Наука, 1974. — 492 с.
- Саггс, Генри. Вавилон и Ассирия. Быт, религия, культура. — Центрполиграф, 2004. — 240 с. — ISBN 5-9524-1461-3.
- Струве, Василий Васильевич. История Древнего Востока. — Ленинград: Государственное социально-экономическое издательство, 1934.
- Мошенский, Сергей Захарович. Эволюция векселя. — Киев - Ровно: Планета-ДРУК, 2005. — 449 с. — ISBN 966-8851-01-1.
- Лаптева, Елена Васильевна. Финансовые гении мира. — Русайнс, 2016. — 173 с. — ISBN 978-5-4365-0673-9.
- Мартиросян, Анаит Арутюновна. Деловой дом Эгиби. — Издательство АН Армянской ССР, 1989. — 189 с.

### На других языках
- Junius P. Rodriguez. The Historical Encyclopedia of World Slavery. — 1997. — ISBN 0-87436-885-5.
- T. Boiy. Late Achaemenid and Hellenistic Babylon. — 2004. — ISBN 90-429-1449-1.